# مارغريت فيستاجر
مارغريت فيستاجر (بالدنماركية: Margrethe Vestager) هي سياسية دنماركية من الحزب الليبرالي الاجتماعي الدنماركي ولدت في يوم 13 أبريل 1968 في مدينة كوبنهاغن عاصمة الدنمارك. أكملت دراسة الاقتصاد في جامعة كوبنهاغن. تشغل حالياً منصب رئيس المفوضية الأوروبية، وسبق لها شغل منصب المفوضة الأوروبية للمنافسة. وشغلت منصب وزيرة الاقتصاد والداخلية في الدنمارك من سنة 2011 إلى سنة 2014 ومنصب وزيرة التعليم من سنة 1998 إلى سنة 2001.